# Araneus adiantiformis
Araneus adiantiformis este o specie de păianjeni din genul Araneus, familia Araneidae, descrisă de Caporiacco, 1941.
Este endemică în Etiopia. Conform Catalogue of Life specia Araneus adiantiformis nu are subspecii cunoscute.